# Guy d'Ibelin (mort en 1304)
Pour les articles homonymes, voir Guy d'Ibelin.
Guy d'Ibelin, mort le 14 février 1304, fut comte de Jaffa.
Il était fils de Jean d'Ibelin, comte de Jaffa et d'Ascalon, et de Marie de Barba'ron.
Il épousa en 1290 Marie d'Ibelin, fille de Philippe d'Ibelin et de Simone de Montbéliard et eut quatre enfants:
- Philippe d'Ibelin († 1316)
- Hugues d'Ibelin († 1349), sénéchal de Chypre
- Balian d'Ibelin
- Marie d'Ibelin (1294 † 1318), première épouse d'Hugues IV de Chypre